# Алжирский национализм
Алжирский национализм (араб. قومية جزائرية‎, фр. Mouvement national algérien) — политическая националистическая идеология, а также общественно-политическое движение алжирцев.

## История
Алжирский национализм зародился во времена французского колониального правления в Алжире, в конце XIX — начале XX века. Проявление алжирского национализма стало ответной реакцией на действия французской колониальной администрации. После присоединения Алжира детей во французских школах учили тому, что Алжир — это часть Франции. При этом большая часть коренных алжирцев не имела французского гражданства, они имели гражданство Французского Союза и не могли занимать высокие государственные посты, служить в некоторых государственных учреждениях и органах. На территории Алжира проживало около миллиона французских колонистов (известных как франкоалжирцы, колоны или пье-нуары — «черноногие»), которым принадлежало 40 % обрабатываемых алжирских земель. У пье-нуаров были самые плодородные и удобные для обработки земли. Рабочие-алжирцы получали меньшую заработную плату, чем пье-нуары, даже на одинаковой работе. 75 % алжирцев были неграмотными.
Одним из ранних движений алжирских националистов была интеграционная группа — «Молодые алжирцы» (фр. Jeunese Algérienne). Ее члены в основном были выходцами из алжирской буржуазии и интеллигенции. Они боролись против колониального господства Франции в Алжире путем агитации в печати, подачи петиций властям и посылки делегаций в Париж. Младоалжирцы требовали уравнения алжирцев в правах с французами. В 1908 году они передали премьер-министру Франции Жоржу Клемансо ходатайство, в котором выражалась их позиция по предлагаемой политике по призыву алжирцев в французскую армию. Младоалжирцы играли значительную роль в движении против французской колониальной политики до начала Первой мировой войны. После Первой мировой войны младоалжирцы составили умеренное крыло национально-освободительного движения в Алжире.
В годы Первой мировой войны 173 000 алжирцев служили во французской армии. Они, а также часть зажиточных алжирцев, составили прогрессивную часть зарождающейся алжирской национальной элиты. Проходя службу во Франции они увидели разницу между экономическим и социальным положением в метрополии и колониях. Некоторые алжирцы также познакомились с панарабским национализмом, распространившимся в тот момент на Ближнем Востоке.
После обнародования «Четырнадцати пунктов» Вильсона в 1918 году некоторые алжирские интеллектуалы-улемы начали высказывать желание к получению Алжиром автономии и некоего самоуправления.
Первой группой, призывающей к независимости Алжира, стала «Североафриканская звезда» (фр. Etoile nordafricaine). Группа была создана в 1926 году в Париже для координации политической деятельности среди североафриканских рабочих во Франции и защите «материальных, моральных и социальных интересов североафриканских мусульман». В 1937 году на основе Звезды Северной Африки была создана Алжирская народная партия. Начиная с 20-х годов XX века в националистическом движении Алжира видную роль стали играть религиозные деятели. В 1931 году в городе Константина мусульманским богословом Бен Бадисом была создана Ассоциация алжирских мусульманских улемов. Организация выступала за развитие религиозного образования на арабском языке, отстаивала национальную самобытность Алжира, выдвинув лозунг: «Алжир — моя родина, ислам — моя религия, арабский — мой язык». Бен Бадис заявил:
«Алжирская нация это не французская нация, она не может быть французской и не хочет ей быть... Но как и всякая другая нация земли, алжирцы имеют свою культуру и свои традиции».
В 1938 году Ферхат Аббас создал Алжирский народный союз (фр. Union populaire algérienne), позднее переименованный в Манифест алжирского народа (Manifeste du peuple algérien), а в 1946 году ставший Демократическим союзом Алжирского манифеста.
В ходе Второй мировой войны в Алжире усилились требования автономии или независимости. 8 мая 1945 года, в день завершения войны в Европе, состоялась массовая демонстрация в Сетифе, организованная алжирскими националистами. После того, как французский полицейский застрелил 26-летнего Бузида Сааля за то, что он нёс алжирский флаг, демонстрация переросла в беспорядки, которые охватили и другие населённые пункты. Считается, что всего в ходе волнений погибло 102 европейца и еврея. Колоны и французская армия ответили на это бойней с применением артиллерии, танков и авиации. Репрессии продолжались несколько месяцев и унесли жизни тысяч алжирцев.
В 1947 году появилась «секретная организация» (ОС), вооружённое крыло Движения за торжество демократических свобод.
1954 года был создан Фронт национального освобождения (ФНО), целью которого было достижение независимости страны вооружённым путём.